# 刘自鸣
刘自鸣（1927年—2014年1月18日），云南昆明人，國名革命軍少將劉柏君与劉淑清之女、中國畫家。
早年因患脑膜炎而致雙耳失聪，在家庭教师的指導下開始學習文化、英文和繪畫。1946年考入北平國力藝術專科學校，師從徐悲鸿。1949年赴法国在巴黎大茅舍画院和国立高等美术学院学画。畫有《冬天的早晨》、《竹樓》、《庭院》、《站在鏡前的人體》、《坐在椅上的人體》。劉自鳴於2014年去世。